# Jean-Paul Schwartz
Jean-Paul Schwartz, né le 10 mars 1929 à Paris et mort le 24 février 2017 à Neuilly-sur-Seine, est un directeur de la photographie français.

## Biographie
Il épouse Elsa Manet, actrice connue également pour avoir participé à la présentation de La chasse au(x) trésor(s) en 1972.

## Filmographie

### Directeur de la photographie
- 1972 : Les Charlots font l'Espagne de Jean Girault
- 1972 : Les Camisards de René Allio
- 1975 : Vous ne l'emporterez pas au paradis de François Dupont-Midi
- 1976 : L'Aile ou la Cuisse de Claude Zidi
- 1978 : Tendre Poulet de Philippe de Broca
- 1978 : Le beaujolais nouveau est arrivé de Jean-Luc Voulfow
- 1979 : Le Cavaleur de Philippe de Broca
- 1979 : Bête mais discipliné de Claude Zidi
- 1980 : On a volé la cuisse de Jupiter de Philippe de Broca
- 1981 : Psy de Philippe de Broca
- 1981 : Une robe noire pour un tueur de José Giovanni
- 1981 : Une affaire d'hommes de Nicolas Ribowski
- 1982 : Josepha de Christopher Frank
- 1982 : T'empêches tout le monde de dormir de Gérard Lauzier
- 1983 : Le Ruffian de José Giovanni
- 1984 : Le Juge de Philippe Lefebvre
- 1985 : L'Amour en douce de Édouard Molinaro

### Cadreur
- 1963 : Hitler, connais pas de Bertrand Blier
- 1964 : L'Homme de Rio de Philippe de Broca
- 1965 : Le Gendarme à New York de Jean Girault
- 1965 : Les Tribulations d'un Chinois en Chine de Jean Girault
- 1966 : Tendre Voyou de Jean Becker
- 1968 : Le gendarme se marie de Jean Girault
- 1968 : Le Tatoué de Denys de La Patellière
- 1969 : Hibernatus d'Édouard Molinaro
- 1969 : Appelez-moi Mathilde de Pierre Mondy
- 1970 : Le Gendarme en balade de Jean Girault
- 1973 : Le Magnifique de Philippe de Broca
- 1976 : L'Aile ou la Cuisse de Claude Zidi